# Colotepec, Tecoanapa
Colotepec är en ort i Mexiko.   Den ligger i kommunen Tecoanapa och delstaten Guerrero, i den södra delen av landet, 270 km söder om huvudstaden Mexico City. Colotepec ligger 480 meter över havet och antalet invånare är 2 690.
Terrängen runt Colotepec är huvudsakligen kuperad, men åt sydost är den platt. Runt Colotepec är det ganska tätbefolkat, med 65 invånare per kvadratkilometer. Närmaste större samhälle är Ayutla de los Libres, 15,1 km sydost om Colotepec. Omgivningarna runt Colotepec är en mosaik av jordbruksmark och naturlig växtlighet.